# Selección masculina de rugby 7 de Kenia
La selección masculina de rugby 7 de Kenia es el equipo nacional de la modalidad de rugby 7 (7 jugadores), a veces se denomina simplemente Kenia VII diferenciándose de la selección de 15.

## Palmarés
- Africa Cup Sevens (4): 2013, 2015, 2019,[2] 2023

- Serie Mundial
  - Seven de Singapur (1): 2016[3]

- Challenger Series:
  - Seven de Dubái: 2024

## Participación en copas
| - Edimburgo 1993: no participó - Hong Kong 1997: no participó - Mar del Plata 2001: 19.º puesto - Hong Kong 2005: 19.º puesto - Dubái 2009: 3.º puesto - Moscú 2013: 4.º puesto - Estados Unidos 2018: 16.º puesto - Ciudad del Cabo 2022: 12° puesto - Kuala Lumpur 1998: fase de grupo - Mánchester 2002: semifinal de Bowl - Melbourne 2006: 7.º puesto - Delhi 2010: semifinal de Plata - Glasgow 2014: cuartofinalista - Gold Coast 2018: 8.º puesto - Birmingham 2022: 7.º puesto - Río 2016: 11.º puesto - Tokio 2020: 9.º puesto - París 2024: 9° puesto - Acra 2023: 3.er puesto | - Serie Mundial 99-00: 22.º puesto (0 pts) - Serie Mundial 00-01: 19.º puesto (0 pts) - Serie Mundial 01-02: 16.º puesto (0 pts) - Serie Mundial 02-03: 10.º puesto (12 pts) - Serie Mundial 03-04: 11.º puesto (8 pts) - Serie Mundial 04-05: 10.º puesto (6 pts) - Serie Mundial 05-06: 9.º puesto (13 pts) - Serie Mundial 06-07: 11.º puesto (22 pts) - Serie Mundial 07-08: 7.º puesto (38 pts) - Serie Mundial 08-09: 6.º puesto (64 pts) - Serie Mundial 09-10: 8.º puesto (56 pts) - Serie Mundial 10-11: 9.º puesto (16 pts) - Serie Mundial 11-12: 12.º puesto (40 pts) - Serie Mundial 12-13: 4.º puesto (99 pts) - Serie Mundial 13-14: 7.º puesto (84 pts) - Serie Mundial 14-15: 13.º puesto (46 pts) - Serie Mundial 15-16: 7.º puesto (98 pts) - Serie Mundial 16-17: 12.º puesto (63 pts) - Serie Mundial 17-18: 8.º puesto (104 pts) - Serie Mundial 18-19: 13.er puesto (37 pts) - Serie Mundial 19-20: 12.º puesto (35 pts) - Serie Mundial 20-21: 3.º puesto (34 pts) - Serie Mundial 21-22: 12.º puesto (49 pts) - Serie Mundial 22-23: 13.º puesto (40 pts) - SVNS 24-25: 9º puesto |